# Gan Le'ummi Parq HaSharon
Gan Le'ummi Parq HaSharon (hebreiska: גן לאמי פארק השרון) är en naturreservat i Israel. Den ligger i distriktet Haifa, i den norra delen av landet.